# Брунетта, Хуан
Хуан Франсиско Брунетта (исп. Juan Francisco Brunetta; род. 12 мая 1997, Лабулайе, Кордова) — аргентинский футболист, полузащитник клуба «УАНЛ Тигрес».

## Клубная карьера
Брунетта — воспитанник клубов «Бока Хуниорс», «Эстудиантес» и «Арсенал». 13 сентября 2016 года года в матче против «Атлетико Тукуман» он дебютировал в аргентинской Примере в составе последних. 19 ноября в поединке против «Банфилда» Хуан забил свой первый гол за «Арсенал». В 2017 году в розыгрыше Южноамериканского кубка в матчах против перуанского «Хуан Аурич» и бразильского «Спорт Ресифи» он забил по голу. Летом того же года Брунетта перешёл в «Бельграно». 9 сентября в матче против «Сан-Мартин Сан-Хуан» он дебютировал за новый клуб. 25 ноября в поединке против «Химнасия Ла-Плата» Хуан забил свой первый гол за «Бельграно».
Летом 2019 года Брунетта перешёл в «Годой-Крус». 6 августа в матче против своего бывшего клуба «Арсенала» он дебютировал за новую команду. 5 октября в поединке против «Химнасии Ла-Плата» Хуан сделал «дубль», забив свои первые голы за «Годой-Крус».
В 2020 году Брунетта на правах аренды перешёл в итальянскую «Парму». 7 ноября в матче против «Фиорентины» он дебютировал в итальянской Серии A. 9 мая 2021 года в поединке против «Аталанты» Хуан забил свой первый гол за «Парму». По итогам сезона клуб вылетел в Серию B, игрок остался в команде. Летом 2022 года Брунетта на правах аренды перешёл в мексиканский «Сантос Лагуна». 9 июля в матче против «Пуэблы» он дебютировал в мексиканской Примере. 1 августа в поединке против «Атласа» Хуан забил свой первый гол за «Сантос Лагуна». По окончании аренды клуб выкупил трансфер игрока за 2,4 млн евро.